# Klockrike distrikt
Klockrike distrikt är ett distrikt i Motala kommun och Östergötlands län. 
Distriktet ligger öster om Motala. 

## Tidigare administrativ tillhörighet
Distriktet inrättades 2016 och utgörs av socknen Klockrike i Motala kommun.
Området motsvarar den omfattning Klockrike församling hade vid årsskiftet 1999/2000.